# Hippopodina californica
Hippopodina californica är en mossdjursart som beskrevs av Osburn 1952. Hippopodina californica ingår i släktet Hippopodina och familjen Hippopodinidae. Inga underarter finns listade i Catalogue of Life.